# سانکال
سانکال یک روستا در جیبوتی است که در منطقه دخیل واقع شده‌است.

## خصوصیات
سانکال ۳۸۶ متر بالاتر از سطح دریا واقع شده‌است.